# Аксіома об'ємності
Аксіомою об'ємності називається наступне висловлювання теорії множин:
{\displaystyle \forall a_{1}\forall a_{2}\ (\forall b\ (b\in a_{1}\leftrightarrow b\in a_{2})\to a_{1}=a_{2})}
Якщо переписати аксіому об'ємності у вигляді
{\displaystyle \forall a_{1}\forall a_{2}\ (\forall b\ (b\in a_{1}\to b\in a_{2})\ \land \ \forall b\ (b\in a_{2}\to b\in a_{1})\to a_{1}=a_{2})},
тоді дану аксіому можна сформулювати так:
"Якими би не були дві множини, якщо кожен елемент першої множини належить другій множині, а кожен елемент другої множини належить першій множині, тоді перша множина є ідентичною другій множині."
Інше формулювання:
«Дві множини рівні в тому і тільки в тому випадку, коли вони складаються з одних і тих самих елементів.»

## Інші формулювання аксіоми об'ємності
{\displaystyle \forall a_{1}\forall a_{2}\ (a_{1}\subseteq a_{2}\ \land \ a_{2}\subseteq a_{1}\to a_{1}=a_{2})}
{\displaystyle \forall a_{1}\forall a_{2}\ (a_{1}\neq a_{2}\to \exists b\ (b\in a_{1}\ \veebar \ b\in a_{2})\ )}